# Щурково
Щурково (пол. Szczurkowo, нім. Schönbruch) — село в Польщі, у гміні Семпополь Бартошицького повіту Вармінсько-Мазурського воєводства.
Населення — 154 особи (2011).

## Демографія
Демографічна структура станом на 31 березня 2011 року:
|          | Загалом | Допрацездатний вік | Працездатний вік | Постпрацездатний вік |
| -------- | ------- | ------------------ | ---------------- | -------------------- |
| Чоловіки | 72      | 10                 | 45               | 17                   |
| Жінки    | 82      | 11                 | 36               | 35                   |
| Разом    | 154     | 21                 | 81               | 52                   |